# Sharpevillemassakern
Sharpevillemassakern ägde rum den 21 mars 1960 i det svarta bostadsområdet Sharpeville strax utanför staden Vereeniging i Transvaal i Sydafrika.

## Bakgrund
Ända sedan kolonialtiden på 1800-talet hade den svarta befolkningen i dagens Sydafrika underkastats diverse rasistiska lagar som inskränkte deras rättigheter. Under det styrande Nationalistpartiets politiska program för rassegregering (apartheid) utökades detta, inte minst vad gällde svarta sydafrikaners begränsade rörelsefrihet. Premiärminister Hendrik Verwoerd drev 1959-60 igenom en skärpning av de så kallade passlagarna, vilka hade förpliktigat svarta män till att alltid bära med sig identitetshandlingar och arbetstillstånd, till att även gälla kvinnor och började i allt större utsträckning använda dem som ett verktyg för att förfölja oppositionella. Som reaktion på detta planerade den oppositionella Afrikanska nationalkongressen (ANC) att hålla demonstrationer den 31 mars 1960. En mindre oppositionsgrupp, Pan Africanist Congress, beslöt sig dock för att hålla en egen demonstration mot passlagarna tio dagar före ANC.

## Händelseförlopp
Planen var för demonstranterna, mellan 5000 och 7000 personer, att inte bära några pass och därmed avsiktligt bryta mot lagen för att sedan fredligt överlämna sig till polisen som då skulle tvingas arrestera samtliga förbrytare, överbelasta fängelserna och tömma den tillgängliga arbetskraften så att den lokala ekonomin slogs ut. När folkmassan marscherade mot polisstationen i Sharpeville möttes de av färre än tjugo poliser vilka när antalet demonstranter ökade förstärktes med ytterligare 130 man och fyra pansarfordon. Stämningen som inledningsvis hade varit god övergick så småningom i en mycket spänd situation. Polisen som även normalt sett behandlade svarta demonstranter mycket strängt beväpnade sig med gevär och kulsprutor medan några av demonstranterna som tillhygge hade stenar. När myndigheterna försökte skingra folkmassan genom att låta stridsflygplan flyga lågt över den kastades stenar mot poliserna varpå dessa svarade med tårgas och sedan att skjuta vilt.
Enligt myndigheterna dödades totalt 69 människor varav 10 barn och 8 kvinnor. 180 sårades, bland dem 31 kvinnor och 19 barn. Många sköts i ryggen när de försökte fly undan kaoset som utbröt men polischefen på plats beskrev det som att "horder av infödingar omringade polisstationen" och menade att de svarta fick "lära sig en läxa den hårda vägen".
Som möjliga förklaringar till eldgivningen har bland annat givits att poliserna som var inblandade var nervösa då nio poliser hade dödats under liknande omständigheter i Cato Manor utanför Durban två månader tidigare samt att polisstyrkan i Sharpeville inte hade någon som helst utbildning i att hantera kravaller.

## Efterspel
Omedelbart efter massakern var ilskan så stor hos de svarta sydafrikanerna att omfattande demonstrationer och upplopp bröt ut runtom i Sydafrika. En våg av strejker inleddes med sådan effekt att Sydafrikas ekonomi, som ju berodde på den svarta befolkningen som billig arbetskraft, nästan lamslogs. Dagarna efter massakern arresterades 77 skadade afrikaner som fortfarande låg på sjukhus men många släpptes efter förhör. Den 30 mars 1960 införde regeringen undantagstillstånd och lät gripa över 18 000 personer. Den 4 april förbjöds både ANC och Pan Africanist Congress. I september 1960 inleddes totalt 224 civilprocesser mot regeringen för massakern i Sharpeville men nationalisterna svarade med att stifta lagen Indemnity Act som befriade alla statstjänstemän från ansvar för dödandet. Resultatet av myndigheternas förbud mot ANC och Pan Africanist Congress blev att grupperna gick under jorden, började verka från utlandet och slutgiltigt övergav icke-våld till fördel för väpnat motstånd.
Även internationellt kom omfattande kritik och FN fördömde för första gången Sydafrikas rasåtskillnadspolitik. FN:s säkerhetsråd antog den 1 april resolution 134, som kritiserade Sydafrikas regering och uppmanade den att överge apartheid, med rösterna 9-0 (två avstod). I resolutionen krävde Säkerhetsrådet att Dag Hammarskjöld skulle föra samtal med Sydafrika för att upprätthålla principerna i FN-stadgan. Den internationella opinionen hade vänt mot Sydafrika; inte bara länder i östblocket och tredje världen, som redan innan massakern var fientliga till apartheidstyret, utan även flera västländer yttrade nu officiell kritik och åren som följde fördömdes landets politik fler gånger i FN. Många länder började även bojkotta sydafrikanska varor vilket slog hårt mot exporten och kapitalflykten ut ur Sydafrika månaderna direkt efter massakern uppfattades av regeringen som ett sådant hot mot ekonomin att ett helt system av kapitalkontroller, Blocked rand, infördes medan flera utländska investerare lämnade landet.
Enligt Sydafrikas sannings- och försoningskommissionens rapport från 1998 om våldsdåd under apartheideran begick den sydafrikanska polisen grova brott mot de mänskliga rättigheterna i Sharpeville 1960 genom användandet av övervåld i syfte att förhindra obeväpnade människor från att samlas.